# 和歌山指令所
和歌山指令所（わかやましれいじょ）は、和歌山県和歌山市にある西日本旅客鉄道（JR西日本）の運転指令所の1つである。保安上の理由により、詳細な住所は非公表となっている。

## 概要
和歌山支社が管轄し、紀勢本線（きのくに線）和歌山駅 - 新宮駅間と和歌山線和歌山駅 - 五条駅を管理している。呼称名は和歌山輸送指令。それまで同区間を管理していた天王寺指令所から2012年9月1日より移転した。

## 管理線区
- 紀勢本線
  - 和歌山駅 - 箕島駅間
  - 箕島駅 - 紀伊田辺駅間
  - 紀伊田辺駅 - 串本駅間
  - 串本駅 - 新宮駅（構内を除く）間
- 和歌山線
  - 和歌山駅 - 五条駅（構内を除く）間

### 運転取扱入換駅
通常は当所の管理下だが、駅扱いテコによる構内入換・連結誘導などの場合は駅側で制御する駅。
- 紀勢本線（きのくに線）
  - 和歌山駅
  - 御坊駅（構内入換は早朝・深夜のみ）
  - 紀伊田辺駅（構内入換のみ）
  - 白浜駅（特急列車の構内入換のみ）
  - 新宮駅(構内入換のみ)

## 歴史
- 2012年（平成24年）9月1日：天王寺指令所廃止に伴い開設。
- 2013年（平成25年）1月1日：和歌山駅を除き、和歌山線田井ノ瀬～大和二見間、きのくに（紀勢）線宮前～新宮に「和歌山指令運行管理システム」を導入。